# Planctoteuthis oligobessa
Planctoteuthis oligobessa är en bläckfiskart som först beskrevs av Young 1972.  Planctoteuthis oligobessa ingår i släktet Planctoteuthis och familjen Chiroteuthidae. Inga underarter finns listade i Catalogue of Life.